# Campbell Dodgson
Campbell Dodgson, född 1867, död 1948, var en brittisk konsthistoriker.
Dodgson arbetade från 1893 vid British museums kopparstickskabinett, vars chef han blev 1912. Han har gjort sig bekant som en utmärkt kännare av både äldre och yngre grafik och varit utgivare av Print collectors quaterly samt Dürer societys publikationer, utarbetat en mängd kataloger och dylikt samt utgivit Old French colour-prints (1923) och Albrecht Dürer (1926).